# Staatliche Kunstsammlungen Dresden

Logo Státní umělecké sbírky

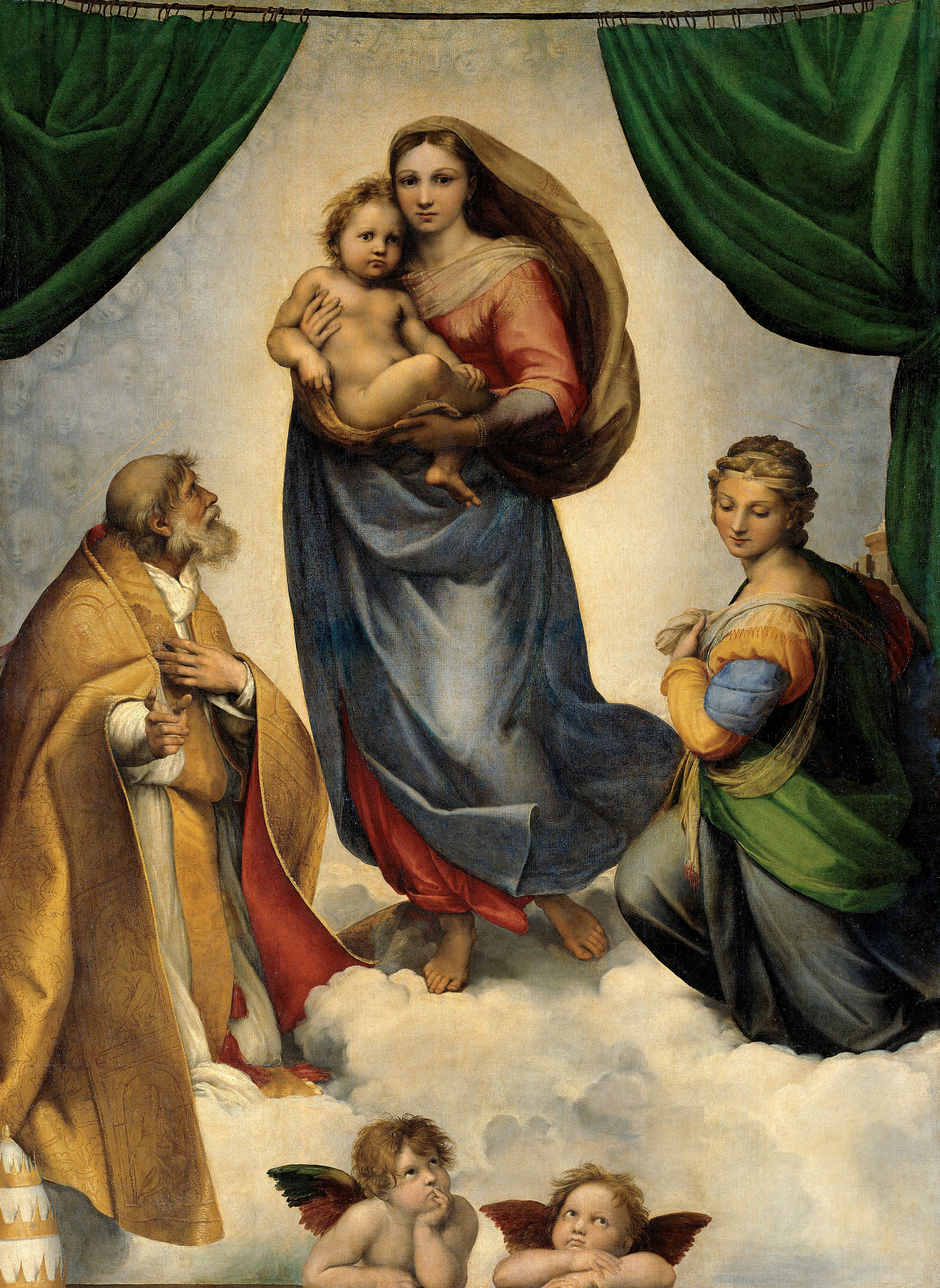
Sixtinská madona

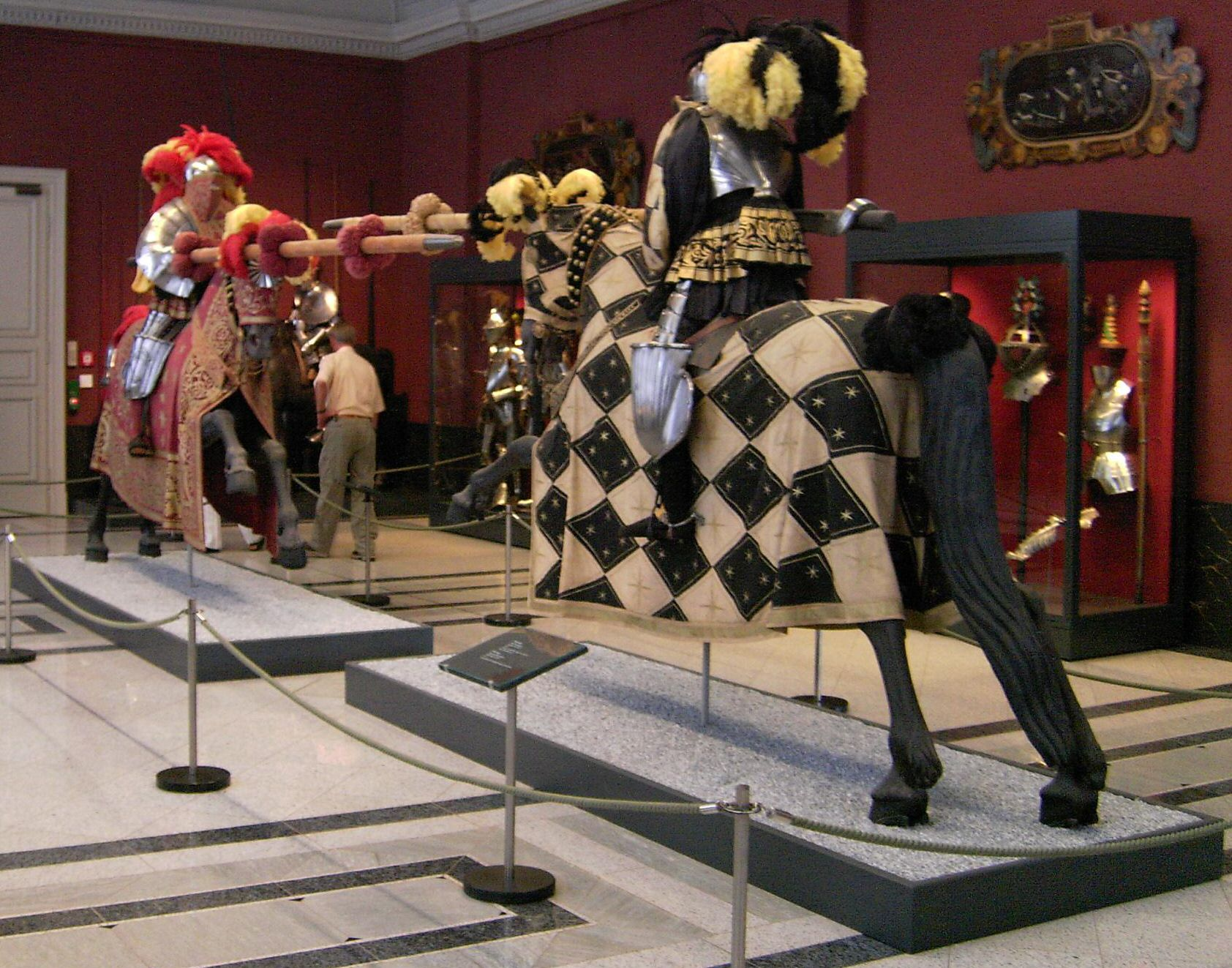
Pohled do zbrojnice

Staatliche Kunstsammlungen Dresden (SKD; česky „Státní umělecké sbírky Drážďany“) je kulturní instituce v německých Drážďanech, vlastněná a spravovaná spolkovou zemí Sasko. Zahrnuje patnáct kulturních institucí. Sbírky, založené saskými kurfiřty v 16. století, patří mezi nejstarší a nejbohatší sbírky umění na světě a patřily k prvním, které se otevřely veřejnosti. Většina sbírek je uložena v Drážďanském zámku, ve Zwingeru a v Albertinu na levém břehu Labe.

## Historie
Základem sbírek byla Kunstkammer saských kurfiřtů, která obsahovala vzácná a výjimečná technická zařízení, nástroje nebo hodiny. O rozvoj sbírky se zasloužil zejména saský kurfiřt a pozdější polský král August II. Silný (1670–1733) z dynastie Wettinů. Jako mladý princ se ve Versailles seznámil s pompou absolutistického krále Slunce Ludvíka XIV. a založil v Drážďanech Grünes Gewölbe, sbírku soch a sbírku grafiky (Kupferstich-Kabinett), sbírku vzácného porcelánu a šperků. V době panování jeho syna Augusta III. Polského (1696–1763) se drážďanská sbírka obrazů stala jednou z největších v Evropě.
Za sedmileté války v letech 1756 až 1763 utrpělo Sasko a umělecké sbírky velké ztráty, část musela být prodána a stříbro bylo zčásti roztaveno. Od roku 1831 spravovalo sbírky saské Ministerstvo financí a do sbírek v Zwingeru bylo přestěhováno Královské historické muzeum, jehož základem byla královská zbrojnice. Roku 1855 byla dokončena stavba galerie, navržená Gottfriedem Semperem. Roku 1891 bylo pod vedením archeologa Georga Treua otevřeno Albertinum, které sloužilo jako muzeum soch a sádrových odlitků.
Po skončení první světové války a abdikaci posledního krále byla část sbírek vrácena rodu Wettinů a drážďanská muzea přešla pod správu Ministerstva kultury. V roce 1945 byla velká část sbírek odvezena do SSSR, odkud se vrátila až v roce 1958. Po druhé světové válce a vzniku NDR byly drážďanské galerie postupně rekonstruovány s cílem vytvořit z nich Centrum umění a vědy a tento projekt pokračuje i po sjednocení Německa, s plánovaným dokončením roku 2021. Roku 2002 bylo Albertinum těžce postiženo povodní a muselo projít kompletní a nákladnou rekonstrukcí. Je znovu otevřeno od roku 2010 jako muzeum umění od romantismu do současnosti.

## Instituce SKD

### Malířské sbírky
- Gemäldegalerie Alte Meister (Galerie starých mistrů), Zwinger
- Galerie Neue Meister (Galerie nových mistrů), Albertinum
- Kupferstich-Kabinett (Grafický kabinet), Královský palác

### Muzea umění
- Grünes Gewölbe (klenotnice), Královský palác
- Mathematisch-Physikalischer Salon (Matematicko-fyzikální salon), Zwinger (západní křídlo)
- Rüstkammer (Zbrojnice, s tureckou sbírkou), Královský palác
- Porzellansammlung (Sbírka porcelánu), Zwinger (Glockenspielpavillon)
- Münzkabinett (Numismatická sbírka), Královský palác
- Skulpturensammlung (Sochařská sbírka), Albertinum
- Kunstgewerbemuseum (Umělecká řemesla), Zámek Pillnitz

### Výstavní síně
- Kunsthalle im Lipsius-Bau (Ausstellungsgebäude Brühlsche Terrasse) součást Akademie v sousedství Albertinum, od roku 2005 slouží výstavám současného umění[2]

### Etnografická muzea
- Staatliche Ethnographische Sammlungen Sachsen (Národopisné muzeum Drážďany, Národopisné muzeum Lipsko, Národopisné muzeum Herrnhut)
- Museum für Sächsische Volkskunst (Muzeum saského lidového umění) se sbírkami loutek a loutkových divadel. Jägerhof, Drážďany-Neustadt

### Ostatní instituce
- Umělecká knihovna, Královský zámek
- Fond saského umění po roce 1945 (Kunstfonds), založen 1992)[3]
- Archiv Gerharda Richtera, (Tzschirnerplatz 2, Drážďany)

## Generální ředitelé SKD
- 1955–1968: Max Seydewitz
- 1968–1989: Manfred Bachmann
- 1990–1997: Werner Schmidt
- 1998–2001: Sybille Ebert-Schifferer
- 2001–2011: Martin Roth
- 2012–březen 2016: Hartwig Fischer
- 2016– Marion Ackermannová